# Jean-Pierre Perraudin
Jean-Pierre Perraudin, charpentier valaisan, a contribué à expliquer l’origine des blocs erratiques.

## Biographie
Jean-Pierre Perraudin, né le 25 avril 1767 à Lourtier (commune de Bagnes), et mort dans ce même village le 3 janvier 1858, exerce localement le métier de charpentier. Il est aussi conseiller communal (1803-1805) de Bagnes, et député au Grand Conseil valaisan (1840).
Son sens de l’observation lui a fait remarquer que les blocs erratiques étaient en fait des rochers tombés des montagnes et transportés par des glaciers dont l’extension devait avoir été considérable autrefois. En 1818, lors de la rupture d'un lac formé au glacier de Giétro, il fait part de ses observations à l'ingénieur Ignace Venetz, qui diffuse les idées de Perraudin, permettant à Jean de Charpentier et Louis Agassiz de développer la théorie des glaciers.